# Messier 66
Messier 66 (M66) även känd som NGC 3627, är en spiralgalax i stjärnbilden Lejonet och utgör tillsammans med grannarna Messier 65 och NGC 3628 den lilla galaxgruppen Leotripletten. Messier 66 upptäcktes den 1 mars 1780 av Charles Messier som beskrev den som "mycket lång och mycket svag".

## Egenskaper
Messier 66 har en morfologisk klassificering av SABb, som anger en spiralform med svag stavfunktion och löst lindade spiralarmar. Isophotalaxelförhållandet är 0,32, vilket betyder att den ses i en vinkel. M66 rör sig bort från solen med en heliocentrisk radiell hastighet av 696,3 ± 12,7 km/s. Den ligger 31 miljoner ljusår från solen och har en diameter av omkring 95 000 ljusår med kraftiga stoftband och ljusstarka stjärnhopar längs svepande spiralarmar. År 2018 hade fem supernovor observerats i M66: SN 2016cok, 2009hd, 1997bs, 1989B och 1973R. Den som upptäcktes 2016, SN 2016cok upptäcktes av All-Sky Survey Automated Survey for Supernovae, och den har kategoriserats som en supernova av typ IIp.
Gravitationell interaktion från dess tidigare möte med den närliggande NGC 3628 har resulterat i en extremt hög central masskoncentration, ett högt molekylärt till atomiskt massförhållande och en löst icke-roterande klump av H I-material som uppenbarligen dragits in från en av spiralarmarna. Det senare fenomenet syns visuellt som en extremt framträdande och ovanlig spiralarm och stoftbanestrukturer som ursprungligen noterades i Atlas of Peculiar Galaxies.

## Galleri

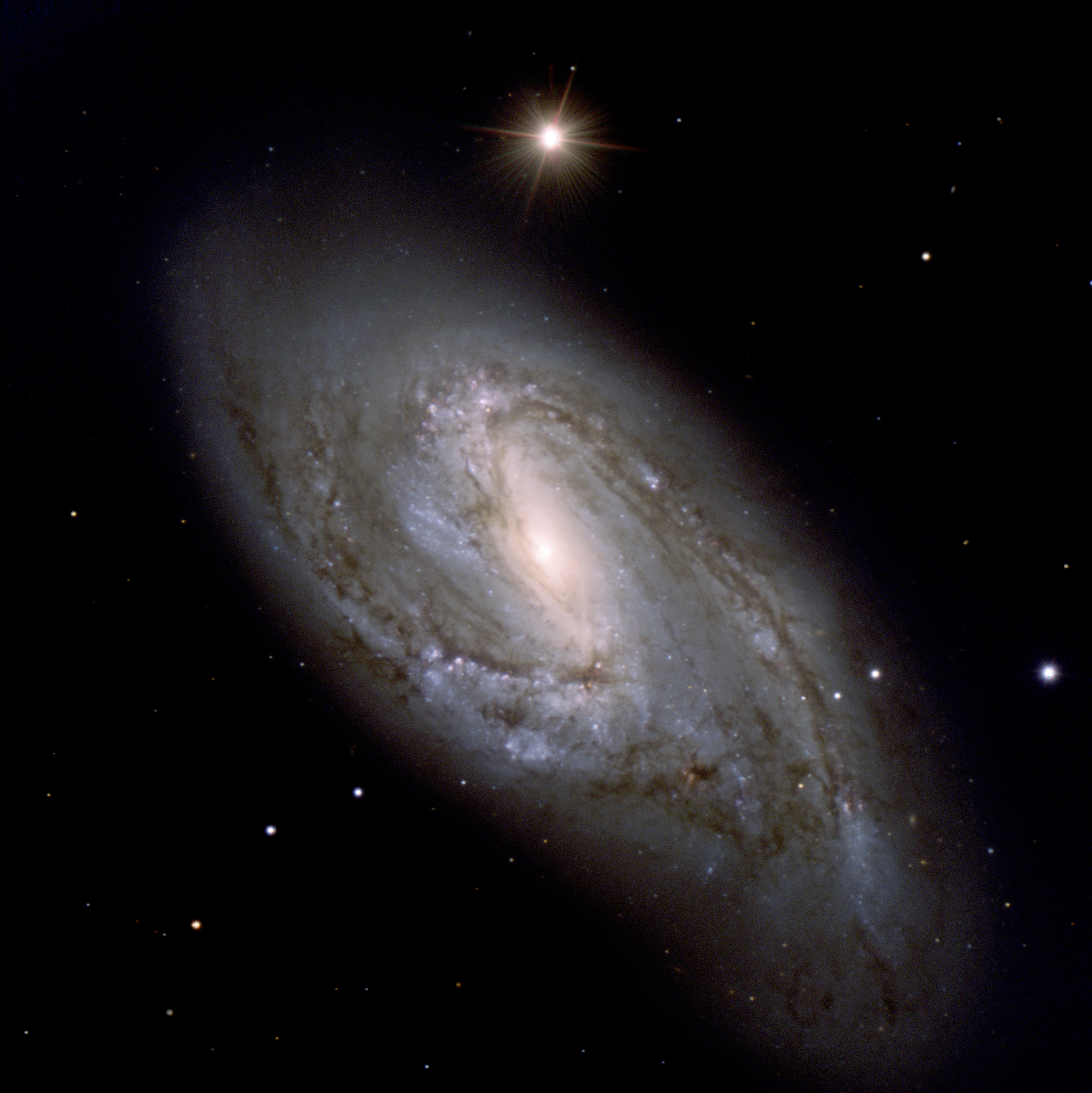
En färgkompositbild av Messier 66
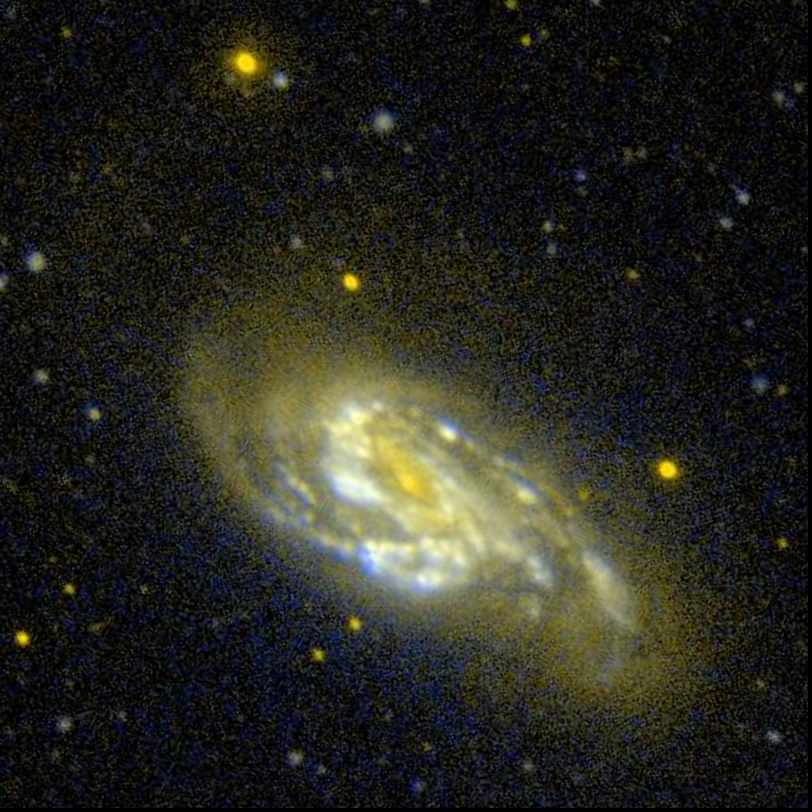
En ultraviolet bild av Messier 66 av GALEX
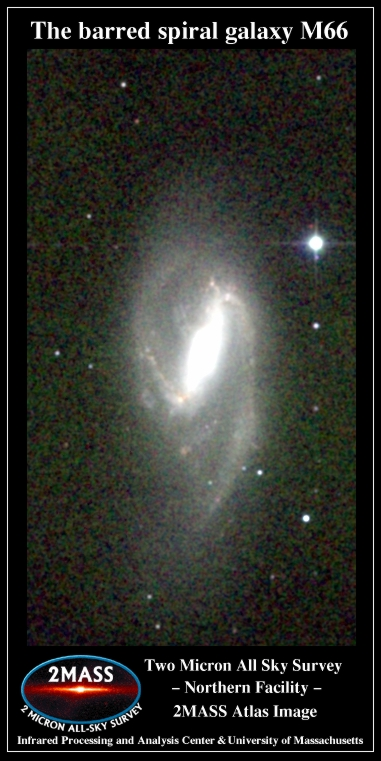
Messier 66 av 2MASS
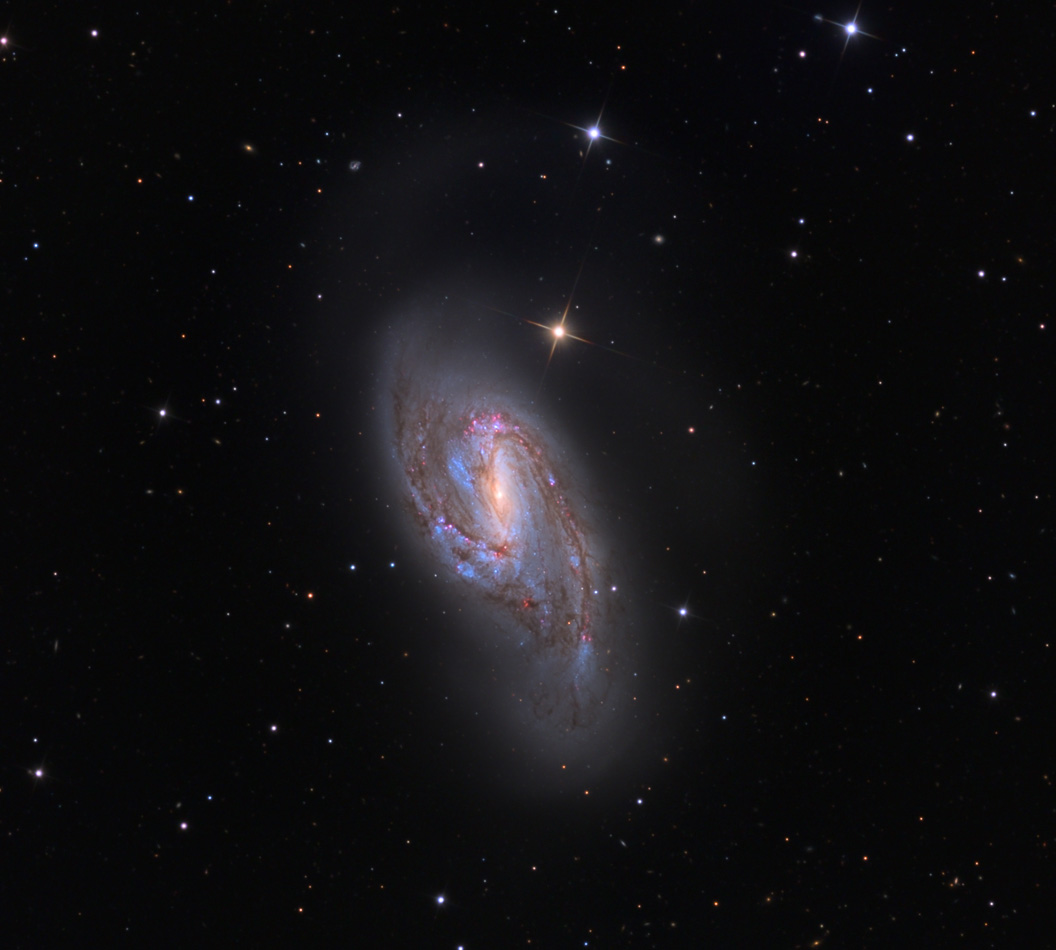
M66 av Mount Lemmon Observatory
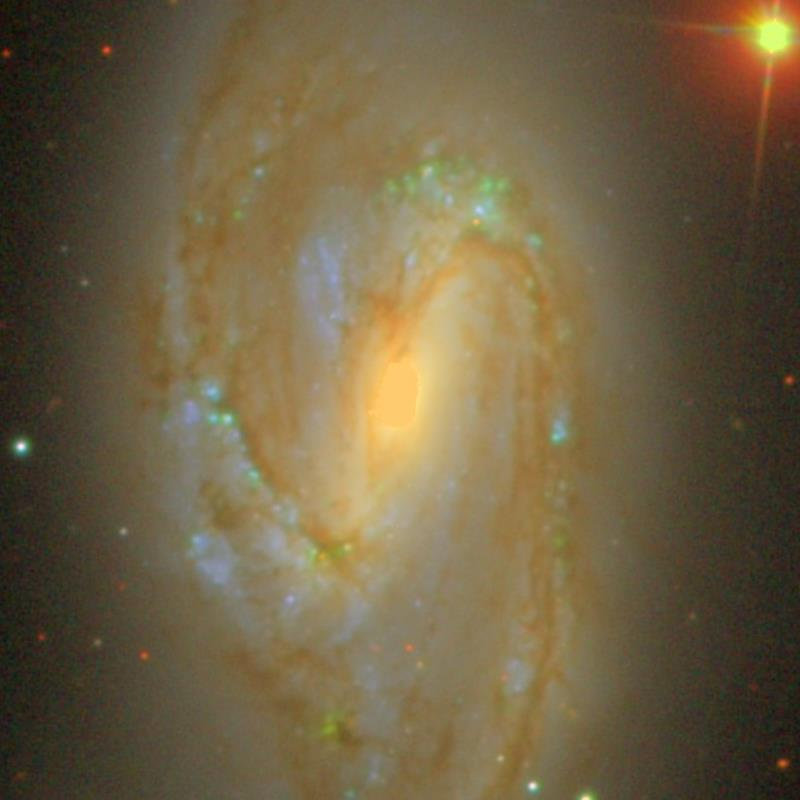
Messier 66 (SDSS)